# Masnavi (poesia)

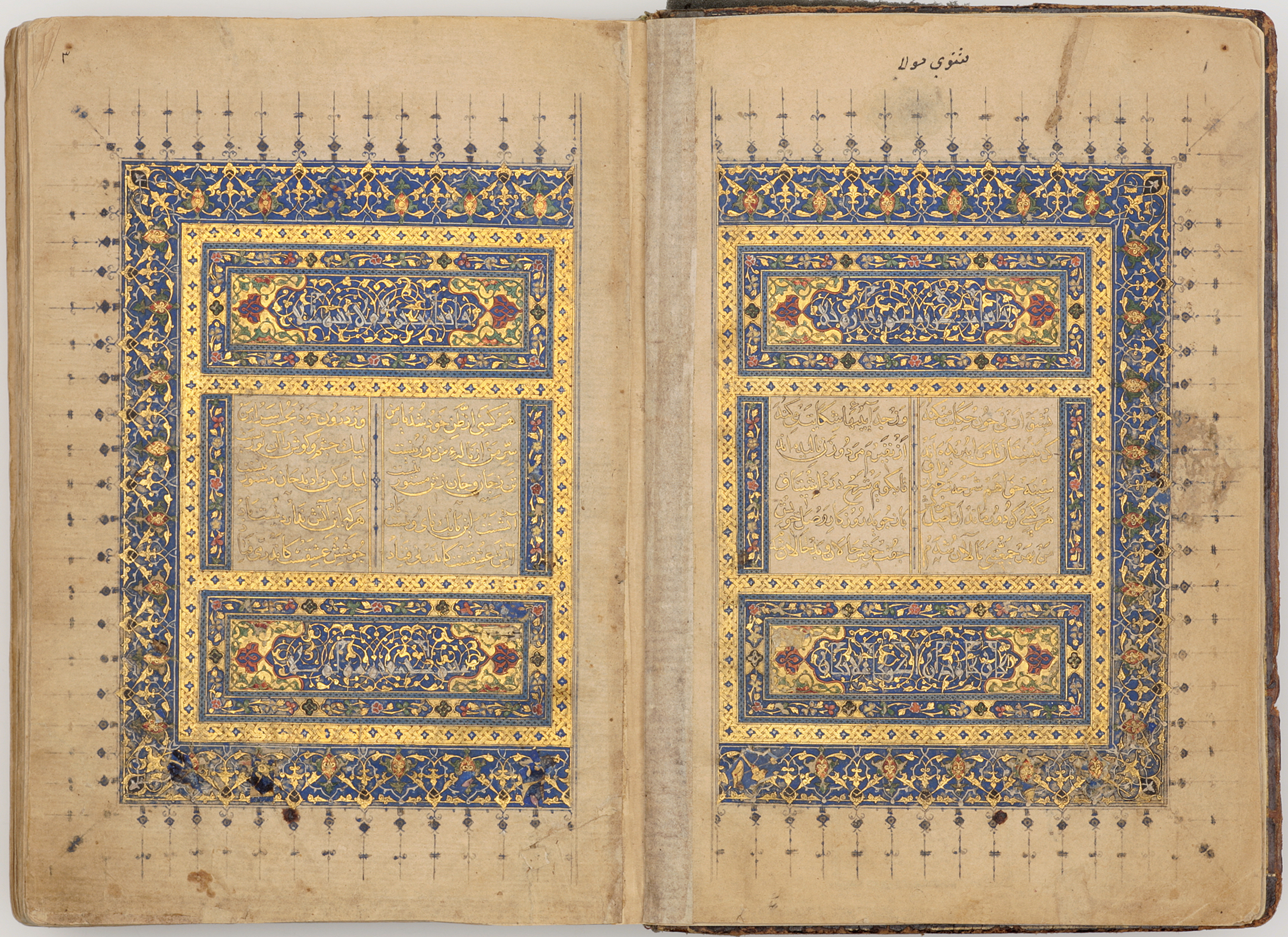
Il Masnavi di Rumi

Il masnavi (in persiano مثنوی‎) o mathnawi (in arabo مثنوي‎? mathnawī) è un genere poetico scritto in distici in rima, o più precisamente "una poesia basata su versi indipendenti, in rima interna". La maggior parte di essi segue un metro di undici sillabe (o occasionalmente dieci), ma non ha limiti di lunghezza. Un tipico esempio di masnavi può consistere in un numero indefinito di distici seguendo lo schema ritmico aa/bb/cc.
Questo genere si è diffuso nelle letterature persiana, araba, turca, curda e urdu. Alcuni poemi epici persiani come il Masnavi-e Ma'navi di Rumi hanno assunto un particolare significato religioso nel sufismo.

## Il mat̲h̲nawī arabo
Il mathnawi arabo, noto anche come muzdawidj (in arabo مزدوج‎? , letteralmente "raddoppiato", in riferimento allo schema ritmico), nacque durante il periodo abbaside. A differenza dei tradizionali stili poetici arabi, i versi del mathnawi non sono monorime, bensì includono uno schema ritmico all'interno di ogni beit con un ampio uso di allitterazioni e seguono un metro specifico. Il mathnawi arabo è molto simile agli equivalenti persiano, urdu e turco, anche se con una grande differenza: la maggior parte delle poesie muzdawidj segue uno schema aaa/bbb/ccc, mentre le altre varianti seguono uno schema aa/bb/cc.

## Il masnawī persiano
I masnavi persiani contengono rigorosamente 11 sillabe (occasionalmente dieci). Mentre la loro lunghezza non è prescritta ed è quindi illimitata, il numero di versi si aggira tra i 2000 e i 9000. Il primo poema masnavi conosciuto fu scritto nel periodo samanide (IV-X secolo). Nonostante alcune date suggeriscano una diversa origine, gli studiosi moderni ritengono che il masnavi persiano sia una continuazione di una forma di poesia iraniana preesistente, e non della sua controparte araba. A tal proposito alcuni studiosi ritengono che la parola masnawī derivi dall'arabo, tuttavia la maggior parte della comunità accademica concorda sul fatto che furono i persiani stessi a coniare il termine.
I masnawī sono solitamente associati ai generi didattici e romantici, ma non sono limitati a questi. Per quanto vi sia una grande varietà di temi, ci sono diverse convenzioni che possono aiutare un lettore a riconoscere un poema masnawī. La maggior parte di essi infatti ha una distinzione tra paragrafo introduttivo e corpo (sebbene non sia sempre facile determinare dove sia), una lode all'unico Dio e delle preghiere, un elogio del Profeta, alcune riflessioni sul valore della poesia, e occasionalmente una descrizione di un oggetto come simbolo significativo.
Alcuni masnawī persiani hanno avuto uno speciale significato religioso nel sufismo, come il Masnavi-i Ma'nawi di Rumi, consistente in 6 libri e 25.000 versi e usato nella preghiera tra molti sufi, come i mawlawiyya. Seppur alcuni giuristi islamici trovino questa pratica irragionevole, lo studioso e giurista sufi Abu Hamid al-Ghazali sostenne l'uso della poesia come forma di culto.

## Il mat̲h̲nawī turco
Il mathnawi turco iniziò a svilupparsi tra il VIII e il XIV secolo. Inizialmente gli autori turchi eseguirono traduzioni creative e adattamenti delle versioni persiane. Il più antico mathnawī turco conosciuto è il poema didattico Kutadgu Bilig.
I mathnawī turchi sono fortemente guidati dalla loro trama e di solito si distinguono in tre generi: mutaḳārib (eroico), ramal (religioso-didattico) e hazadj (romantico). Alcuni mat̲h̲nawī sono stati scritti con la consapevolezza che il pubblico avrebbe ne apprezzato l'importanza dell'argomento, mentre altri sono stati scritti esclusivamente per scopi di intrattenimento.
Il mat̲h̲nawī rimase prominente nella letteratura turca fino alla caduta dell'Impero ottomano, quando lo stile iniziò ad essere più conversazionale e retorico. Pochi mat̲h̲nawī turchi sono stati tradotti in un'altra lingua vivente.

## Il masnawi urdu
I masnawī in urdu si distinguono generalmente in primo, medio e tardo.
I primi masnawī in urdu nacquero tra il XI e il XVII secolo. Inizialmente erano pressoché di natura religiosa, ma poi arrivarono a includere storie romantiche, eroiche e persino laiche. I primi masnawī urdu furono influenzati dalla letteratura deccana, così come dalle varianti persiane: di fatti, per quanto esistessero degli esempi originali scritti in urdu, molti dei masnawī del primo periodo non erano altro che traduzioni dal persiano.
Il masnawī del periodo medio si sviluppò tra il XII e il XVIII secolo, quando la letteratura urdu acquisì una piena indipendenza dalla tradizione deccana. In questo periodo gli autori urdu basavano i propri masnawī sulle loro personali esperienze di vita.
Infine, il masnawī moderno si diffuse tra il XIII e il XIX secolo, in un periodo di riforma letteraria. Nel suo insieme divenne molto più corto e i metri tradizionali smisero di essere osservati. Questi masnawī erano maggiormente incentrati su argomenti quotidiani e contribuirono a sviluppare la poesia per bambini.